# Assyrische vlag

Assyrische vlag (sinds 1968)

De Assyrische vlag is de vlag die veel gebruikt wordt om de Assyrische natie te vertegenwoordigen in het thuisland en in de diaspora.
De twee componenten, de ster van Utu/Sjamasj, die een symbool was voor de god Shamash, en die ook standaard werd gebruikt op palen sinds het Akkadische Rijk als symbool voor de natie, is gecombineerd met het oude symbool van de god Ashur.
In 1968 vond de Assyrian Universal Alliance dat er behoefte was om de Assyrische natie te voorzien van haar eigen vlag. Om dit te realiseren werd een beroep gedaan op verschillende Assyrische kunstenaars en goed geïnformeerde mensen om hun ideeën en ontwerpen uit te werken voor deze belangrijke nationale taak. Het AUA-Congres zorgde voor de goedkeuring van de wereldwijde verzamelde ideeën en ontwerpen.